# Dharma Productions
Dharma Productions ist eine Filmgesellschaft der Bollywood-Filmindustrie.
Gegründet wurde sie 1976 vom Filmproduzenten Yash Johar in Bombay, Indien. Nach dessen Tod im Jahre 2004 führt sein Sohn Karan Johar das Unternehmen weiter.
Der erste produzierte Film war 1980 Raj Khoslas Dostana. Es kamen noch viele weitere Actionfilme hinzu. 1998 machte Karan Johar sein Debüt als Regisseur mit dem Film Kuch Kuch Hota Hai. Dieser Film war in Bollywood der größte Hit des Jahres. Auch die weiteren Filme von Karan Johar, die unter dem Dharma Productions Banner produziert wurden, wie die Familiendramen Kabhi Khushi Kabhie Gham (2001) und Kal Ho Naa Ho (2003), waren sehr erfolgreich. 2005 produzierte Karan Johar zusammen mit Shah Rukh Khan den Thriller Kaal – Das Geheimnis des Dschungels. Kabhi Alvida Naa Kehna (2006), in dem er Regie führte, war vor allem in Übersee ein großer Erfolg war. In Sein nächster Film Student of the Year (2012) führte Karan Johar nach zwei Jahren wieder Regie. Die Newcomer Alia Bhatt, Varun Dhawan und Sidharth Malhotra gaben in diesem Film ihr Debüt und trotz, dass unbekannte Gesichter gecastet wurden, wurde der Film ein kommerzieller Erfolg.

## Regisseure die öfters mit Dharma Productions gearbeitet haben

### Karan Johar
- 1998: Kuch Kuch Hota Hai

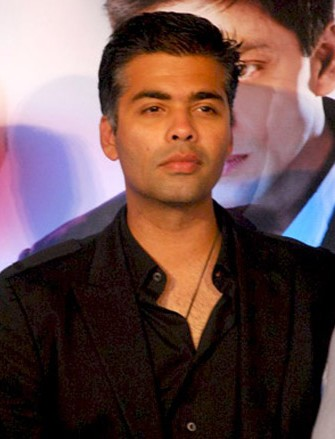
Karan Johar führte in sechs Filmen erfolgreich Regie

- 2002: In guten wie in schweren Tagen
- 2006: Kabhi Alvida Naa Kehna
- 2012: Student of the Year
- 2013: Bombay Talkies

### Mahesh Bhatt
- 1993: Gumrah
- 1998: Duplicate

### Punit Malhotra
- 2010: I Hate Luv Storys
- 2013: Gori Tere Pyaar Mein

### Ayan Mukherjee
- 2009: Wake Up Sid
- 2013: Yeh Jawaani Hai Deewani

### Rensil D’Silva
- 2009: Kurbaan
- 2014: Ungli

## Produktionen
| Jahr | Film                                | Regisseur          |
| ---- | ----------------------------------- | ------------------ |
| 1980 | Dostana                             | Raj Khosla         |
| 1984 | Duniya                              | Ramesh Talwar      |
| 1987 | Muqaddar Ka Faisla                  | Prakash Mehra      |
| 1990 | Agneepath                           | Mukul S. Anand     |
| 1993 | Gumrah                              | Mahesh Bhatt       |
| 1998 | Duplicate                           | Mahesh Bhatt       |
| 1998 | Kuch Kuch Hota Hai                  | Karan Johar        |
| 2001 | Kabhi Khushi Kabhie Gham            | Karan Johar        |
| 2003 | Kal Ho Naa Ho                       | Nikhil Advani      |
| 2005 | Kaal – Das Geheimnis des Dschungels | Soham Shah         |
| 2006 | Kabhi Alvida Naa Kehna              | Karan Johar        |
| 2008 | Dostana                             | Tarun Mansukhani   |
| 2009 | Wake Up Sid                         | Ayan Mukherjee     |
| 2009 | Kurbaan                             | Rensil D’Silva     |
| 2010 | I Hate Luv Storys                   | Punit Malhotra     |
| 2010 | We Are Family                       | Siddharth Malhotra |
| 2012 | Agneepath                           | Karan Malhotra     |
| 2012 | Ek Main Aur Ekk Tu                  | Shakun Batra       |
| 2012 | Student of the Year                 | Karan Johar        |
| 2013 | Gippi                               | Sonam Nair         |
| 2013 | Yeh Jawaani Hai Deewani             | Ayan Mukherjee     |
| 2013 | Gori Tere Pyaar Mein                | Punit Malhotra     |
| 2013 | The Lunchbox                        | Ritesh Batra       |
| 2014 | Hasee Toh Phasee                    | Vinil Mathew       |
| 2014 | 2 States                            | Abhishek Varman    |
| 2014 | Humpty Sharma Ki Dulhania           | Shashank Khaitan   |
| 2014 | Ungli                               | Rensil D’Silva     |